# Disco de Festo

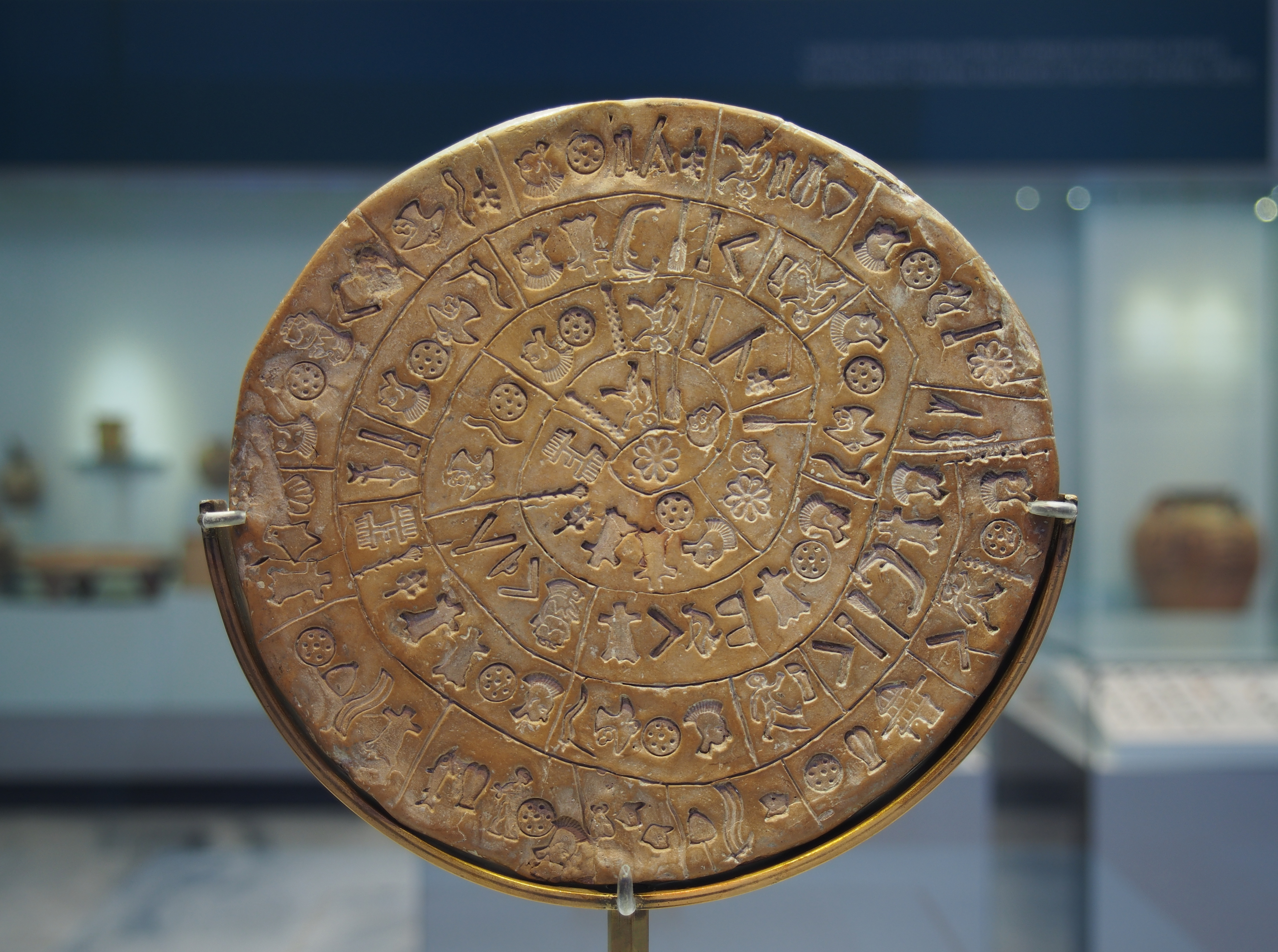
Lado A do disco

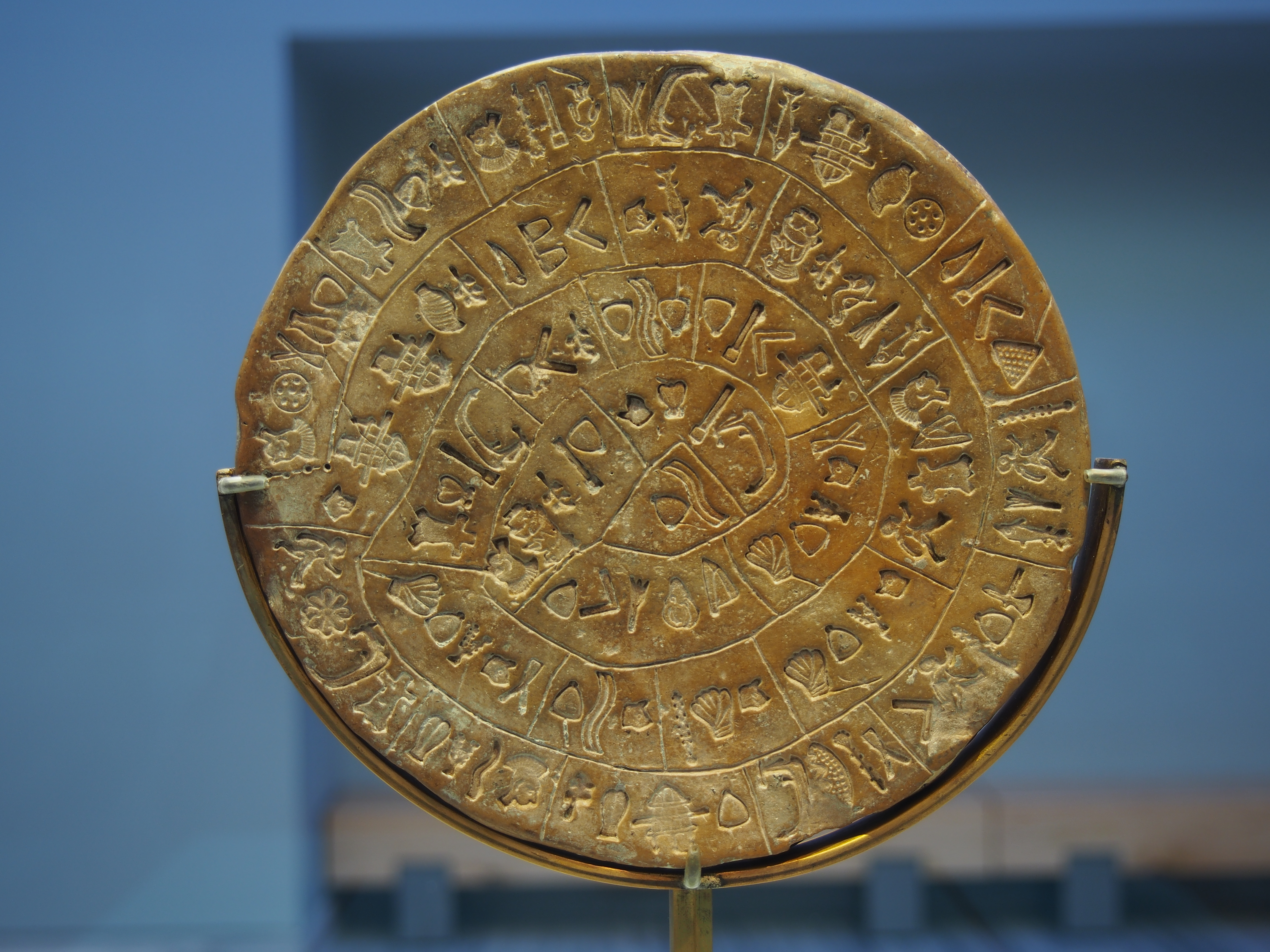
Lado B do disco

O Disco de Festo é um achado arqueológico, provavelmente datado de metade ou do final da Idade do Bronze da Civilização Minoica. Seu propósito, significado e até mesmo o local de manufatura, permanecem disputados, fazendo do disco um dos mais famosos mistérios da arqueologia. Este objeto único atualmente está em exibição no museu arqueológico de Heraclião em Creta, Grécia. Ele foi descoberto em julho de 1908 pelo arqueólogo italiano Luigi Pernier no sítio arqueológico do palácio minoico de Festo, próximo a Hagia Triada na costa sul de Creta.[carece de fontes?] Em julho de 2021, o arqueólogo Gareth Owens anunciou haver decifrado 99% do texto, depois de 30 anos de trabalho.

## Texto da inscrição
São 61 as «palavras» sobre o disco, sendo 31 do lado que chamaremos de A, e 30 do lado B., numeradas A1 a A31 + B1 a B30, respectivamente, de fora para o centro. A palavra mais curta tem dois símbolos, a mais longa tem  sete. As marcas ou rasuras são reproduzidas aqui como barras (  / ) . A transcrição começa na linha vertical de cinco pontos , que circula uma vez que a borda do disco é no sentido dos ponteiros do relógio (13 palavras em A, 12 em B) antes de continuar em espiral em direção ao centro (8 palavras mais em cada lado) O último sinal de uma palavra A8 está eliminado; o linguista Godart observou que alguns sinais se repetem. O pesquisador Evans considerado o lado A como o frontal, do “início” do texto , mas , desde então, novos argumentos técnicos têm levado a considerar o lado B como frontal.
Dentre os signos que se encontram no disco há representações de pessoas, humanas, animais, plantas e objetos do cotidiano. Os signos formam 31 grupos de sinais no lado A e 30 no lado B, sendo no total 241 símbolos impressos e 45 diferentes "letras". O sentido da leitura é um dos temas mais clássicos de discussão entre especialistas, sendo que nenhuma das duas hipóteses é notoriamente mais aceita.
Os sinais de transcrição mostrados a seguir estão orientados da esquerda para a direita (para a esquerda ou para a direita, se a leitura é iniciada no meio da espiral em vez da aresta exterior). Podem ser lidos na direção das faces figuras, animais e humanos como são lidos os hieróglifos da Anatólia, não como os do Egito antigo.
| (A1)  | (A2)  | (A3)  | (A4)     |
| (A5)  | (A6)  | (A7)  | (A8) [.] |
| (A9)  | (A10) | (A11) | (A12)    |
| (A13) | (A14) | (A15) | (A16)    |
| (A17) | (A18) | (A19) | (A20)    |
| (A21) | (A22) | (A23) | (A24)    |
| (A25) | (A26) | (A27) | (A28)    |
| (A29) | (A30) | (A31) |          |
| (B1)  | (B2)  | (B3)  | (B4)     |
| (B5)  | (B6)  | (B7)  | (B8)     |
| (B9)  | (B10) | (B11) | (B12)    |
| (B13) | (B14) | (B15) | (B16)    |
| (B17) | (B18) | (B19) | (B20)    |
| (B21) | (B22) | (B23) | (B24)    |
| (B25) | (B26) | (B27) | (B28)    |
| (B29) | (B30) |       |          |

Em transcrição numérica 01 a 45:
Lado A:
02-12-13-01-18/ 24-40-12 29-45-07/ 29-29-34 02-12-04-40-33 27-45-07-12 27-44-08 02-12-06-18-? 31-26-35 02-12-41-19-35 01-41-40-07 02-12-32-23-38/ 39-11
02-27-25-10-23-18 28-01/ 02-12-31-26/ 02-12-27-27-35-37-21 33-23 02-12-31-26/ 02-27-25-10-23-18 28-01/ 02-12-31-26/ 02-12-27-14-32-18-27 06-18-17-19 31-26-12 02-12-13-01 23-19-35/ 10-03-38 02-12-27-27-35-37-21 13-01 10-03-38
Lado B:
02-12-22-40-07 27-45-07-35 02-37-23-05/ 22-25-27 33-24-20-12 16-23-18-43/ 13-01-39-33 15-07-13-01-18 22-37-42-25 07-24-40-35 02-26-36-40 27-25-38-01
29-24-24-20-35 16-14-18 29-33-01 06-35-32-39-33 02-09-27-01 29-36-07-08/ 29-08-13 29-45-07/ 22-29-36-07-08/ 27-34-23-25 07-18-35 07-45-07/ 07-23-18-24 22-29-36-07-08/ 09-30-39-18-07 02-06-35-23-07 29-34-23-25 45-07/
A «cabeça com plumas» (02) somente aparece no início de “palavras” e é seguida 13 vezes pelo «escudo» (12, que por vezes está no fim das palavras). Seis palavras aparecem duas vezes cada;

## Controvérsia
O Professor de História Geral do Colégio Dom Pedro II do Rio de Janeiro, Alberto Mendes de Oliveira, nos idos da década de 70 alegou ter decifrado o Disco, apesar de suas hipóteses nunca terem sido aceitas pela academia, e supostamente conteria o seguinte texto:
"Eu sou o senhor todo poderoso, supremo arquiteto universal, onisciente, onipresente e onipotente, criei os céus, a terra, o mar e tudo que neles há e conservo a verdade para sempre, para todos os povos, nações, raças e tribos dos meus domínios."
O professor tentou ainda divulgar o seu trabalho e pleiteou seu reconhecimento, mas pelo que se conhece, infelizmente, não obteve êxito. 

### Tentativas de decifrar
- Aartun, Kjell, 'Der Diskos von Phaistos; Die beschriftete Bronzeaxt; Die Inschrift der Taragona-tafel' en Die minoische Schrift : Sprache und Texte vol. 1. Wiesbaden: Harrassowitz (1992) ISBN 3-447-03273-1
- Achterberg, Winfried; Best, Jan; Enzler, Kees; Rietveld, Lia; Woudhuizen, Fred, The Phaistos Disc: A Luwian Letter to Nestor, Publications of the Henry Frankfort Foundation vol XIII. Amsterdam: Dutch Archeological and Historical Society, 2004
- Balistier, Thomas, The Phaistos Disc - an account of its unsolved mystery, Verlag Thomas Balistier, 2000 (citado más arriba); describe los intentos de descifrado de Aarten y Ohlenroth.
- Faucounau, Jean, Le déchiffrement du Disque de Phaistos y Les Proto-Ioniens : histoire d'un peuple oublié, Paris: 1999 y 2001.
- Fischer, Steven R., Evidence for Hellenic Dialect in the Phaistos Disk, Herbert Lang (1988), ISBN 3-261-03703-2
- Gordon, F. G. Through Basque to Minoan: transliterations and translations of the Minoan tablets. London: Oxford University Press, 1931.
- Hausmann, Axel, Der Diskus von Phaistos. Ein Dokument aus Atlantis. BoD GmbH, 2002, ISBN 3-8311-4548-2.
- Hempl, George (janeiro de 1911). «The Solving of an Ancient Riddle: Ionic Greek before Homer». Harper's Monthly Magazine. 122 (728): 187-198
- Martin, Adam, Der Diskos von Phaistos - Ein zweisprachiges Dokument geschrieben in einer frühgriechischen Alphabetschrift, Ludwig Auer Verlag (2000), ISBN 3-9807169-1-0.
- Massey, Kevin y Keith Mysteries of History Solved - interpretado como dialecto griego, escrito en la escritura syllabic ); Estados Unidos 2003
- Mosenkis, Iurii The Phaistos Disk as a Minoan Star Compass - interpretado como brújula griega ), 2010.
- Ohlenroth, Derk, Das Abaton des lykäischen Zeus und der Hain der Elaia: Zum Diskos von Phaistos und zur frühen griechischen Schriftkultur,  M. Niemeyer (1996), ISBN 3-484-80008-9.
- Polygiannakis, Ο Δισκος της Φαιστού Μιλάει Ελληνικά (El disco de Festo habla en griego). Atenas:  Georgiadis, 2000.
- Pomerance, Leon, The Phaistos Disk: An Interpretation of Astronomical Symbols. Gotemburgo:  Paul Astroms forlag, 1976. Recensión de D. H. Kelley en The Journal of Archeoastronomy (Vol II, número 3, verano de 1979)
- Schwartz, Benjamin (1959). «The Phaistos disk». Journal of Near Eastern Studies. 18 (2). pp. 105-112
- Stawell, F. Melian (abril de 1911). «An Interpretation of the Phaistos Disk». The Burlington Magazine for Connoisseurs. 19 (97). pp. 23-29;32-38 URL en JSTOR